# Историја Јевреја у Румунији
Историја Јевреја у Румунији односи се на Јевреје Румуније и румунског порекла, од њиховог првог помињања на данашњој румунској територији. Све до 18. века, величина јеврејске популације се повећала након око 1850. године, а посебно након успостављања Велике Румуније након Првог светског рата. У разноликој заједници, иако је била претежно урбана, Јевреји су били мета религиозних. Прогон и расизам у румунском друштву је ексалирао крајем 19. века и довео до "јеврејског питања" за права јеврејских становника на држављанство. Холокауст, заједно са узастопним таласима алије (масовно исељавање Јевреја у Палестину, односно Израел), довело је до драматичног смањења укупне величине данашње јеврејске заједнице у Румунији.
Јеврејске заједнице су постојале на територији Румуније у 2. веку наше ере. Током владавине Петра VI Ламе (1574—1579) Јевреји Молдавије, углавном трговци из Пољске који су се такмичили са локалним становништвом, били су опорезовани и на крају протерани. Власти су 1650. и 1741. године одлучиле да Јевреји носе одећу која доказује њихов статус и етничку припадност. Прва крвна оптужба у Молдавији (и, као таква, у Румунији) направљена је 1710. године, када су Јевреји Таргу Њамца оптужени да су убили хришћанско дете у ритуалне сврхе. У Букурешту је 1760. године дошло до анти-јеврејских побуна. Током руско-турског рата, 1768-1774. Јевреји у подунавским кнежевинама морали су да трпе велике тешкоће. Масакри и пљачке су почињени у скоро сваком граду и селу у земљи. Током грчког рата за независност, који је сигнализирао устанак Влашке 1821. године, Јевреји су били жртве погрома и прогона. Током 1860-их, постојала је још једна побуна која је била мотивисана оптужбама за клевету.
Антисемитизам је званично спроведен под премијерским мандатом Јона Братијануа. Током првих година свог мандата (1875) Братијану је појачао и применио старе законе о дискриминацији, инсистирајући да се Јеврејима не дозвољава да се населе на селу, проглашавајући многе јеврејске урбане становнике да су скитнице и тако их протеривали из земље. Емиграција румунских Јевреја у већем обиму почела је убрзо након 1878. године. До 1900. године било је 250.000 румунских Јевреја: 3,3% становништва, 14,6% градских становника, 32% урбане популације Молдавије и 42% у Јашију.
Између оснивања Националне легионарске државе (септембар 1940.) и 1942. године, усвојено је 80 анти-јеврејских прописа. Почевши од краја октобра 1940. године, Гвоздена гарда је започела масовну антисемитску кампању, мучила је и тукла Јевреје и пљачкала њихове радње, кулминирајући у неуспелом пучу и погрому у Букурешту, у којем је убијено 125 Јевреја. Јон Антонеску је на крају зауставио насиље и хаос створен од стране Гвоздене гарде брутално потискивањем побуне, али је наставио политику угњетавања и масакра Јевреја, а у мањој мери и Рома. Након што је Румунија ушла у рат на почетку операције Барбароса, злочини против Јевреја постали су уобичајени, почевши од Јашког погрома. Према извештају Визел комисије објављеном од стране румунске владе 2004. године, између 280.000 и 380.000 Јевреја убијено је или умрло током холокауста у Румунији, али и на окупираним совјетским територијама под румунском контролом (Транснистрија). Додатних 135.000 Јевреја који живе под мађарском контролом у северној Трансилванији такође су страдали у холокаусту, као и око 5.000 румунских Јевреја у другим земљама.
На садашњој територији Румуније, између 290.000 и 360.000 румунских Јевреја преживело је Други светски рат (355.972 особе, према статистикама с краја рата). За време комунистичког режима у Румунији дошло је до масовне емиграције у Израел, а 1987. године у Румунији је живело само 23.000 Јевреја.
Данас, већина румунских Јевреја живи у Израелу, док модерна Румунија наставља да буде скромна јеврејска популација. У попису из 2011. године 3.271 је проглашен јеврејским.

## Рана историја
Јеврејске заједнице на ономе што ће касније постати румунска територија потврђене су још у 2. веку наше ере, у време када је Римско царство успоставило своју власт над Дачијом. Натписи и кованице пронађени су на местима као што су Сармизегетуса и Оршава.
Постојање Караита, припадника етничке групе караимског јудаизма, сугерише да је постојало постојано јеврејско присуство око Црног мора, укључујући и делове данашње Румуније, у трговачким лукама из ушћа Дунава и Дњестра; можда су били присутни у Молдавији до 16. века или раније. Најстарије јеврејско (највероватније Сефардски Јевреји) присуство у ономе што ће постати Молдавија забележено је у месту Билгород-Дњистровски (1330); у Влашкој су први пут потврђени 1550-их година, живећи у Букурешту. Током друге половине 14. века, будућа територија Румуније постала је важно уточиште за Јевреје протеране из Краљевине Мађарске и Пољске од стране краља Лајоша. У Трансилванији су мађарски Јевреји забележени у саксонским цитаделама око 1492. године.
Принц Роман I Молдавски (1391—1394) Је ослободио Јевреје од војног рока, у замену за порез од 3 лава по особи. Такође, у Молдавији, Стефан Велики (1457—1504) третирао је Јевреје са пажњом. Исак Беј, Јевреј за време краља Стефана имао је чин логотета.
У то време, Дунавске кнежевине су биле под влашћу отоманског царства, а бројни сефарди који су живели у Истанбулу мигрирали су у Влашкој, док су се Јевреји из Пољске и Свете римске империје настанили у Молдавији. Иако су заузели важну улогу у отоманској влади и формирали велики део заједнице страних кредитора и трговаца, Јевреје су узнемиравали господари двају кнежевина. Принц Молдавије Штефанита (1522) лишио је јеврејске трговце готово свих права која су им дала његова два претходника; Петру Рарес је одузео јеврејско богатство и имовину 1541. године, након што је тврдио да су се Јевреји у трговини стоком бавили утајем пореза. Алекандру Лапуснану прогонио је заједницу заједно са другим друштвеним категоријама, све док га није скинуо Јакоб Хераклидес, грчки лутеран, који је био попустљив према јеврејским темама; Лапуснеану није обновио своје прогоне након повратка на трон 1564. Улога отоманских и локалних Јевреја у финансирању разних принчева повећала се како су се османлијски економски захтеви повећавали након 1550. године.
Током прве кратке владавине Петра Ламе (1574—1579) Јевреји Молдавије, углавном трговци из Пољске који су се такмичили са локалним становништвом, били су опорезовани и на крају протерани . Године 1582, успео је да поврати своју власт над земљом уз помоћ јеврејског лекара Бенвениста, који је био пријатељ утицајног Соломона Ашкеназија , који је потом утицао на принца у корист својих корениста.
У Влашкој, кнез Алекандар Мирцеја (1567–1577) ангажовао је као приватног секретара и саветника Исака Беја, који је користио свој утицај у име Јевреја. Године 1573, Исак је отпуштен због судских интрига а потом је отишао у Молдавију (где је ушао у службу Великог принца Ивана Грозног). Напорима Соломона Ашкеназија, Арон Тиранин је постављен на трон Молдавије; ипак, нови владар је прогонио и погубио деветнаест јеврејских поверилаца у Јашију, који су остали без главе без судских процеса пре тога. Отприлике у исто време, у Влашкој, насилна репресија поверилаца достигла је врхунац под Михајем Храбрим, који је, након што је убио турске чиновнике у Букурешту (1594), вероватно учествовао у насиљу над Јеврејима који су се населили јужно од Дунава.

## Рано модерно доба
Године 1623, Јевреји у Трансилванији добили су одређене привилегије од принца Бетлена, који је имао за циљ да привуче предузетнике из отоманских земаља у своју земљу; Тензије су смањене током наредних деценија, када је Јеврејима било дозвољено да се населе само у месту Алба Јулија. Међу привилегијама које су додељене било је дозвољавање Јеврејима да носе традиционалну ношњу; на крају, власти у Алба Јулији су одлучиле (1650. и 1741.) да дозволе Јеврејима да носе само одећу која доказује њихов статус и етничку припадност.
Статус Јевреја који су се преобратили на православље, успостављено је у Влашкој. Козаци (1648), који су марширали против Пољске и Литваније и који су, прелазећи регион, убили су многе Јевреје а насиље је довело многе ашкенаске Јевреје из Пољске до уточишта у Молдавији и Влашкој, успостављајући мале, али стабилне заједнице. Масакри и присилне асимилације од стране Козака догодили су се 1652. године.
Између 1710-1716. године јеврејска популација Влашке је морала да поштује ношење одређене одеће. Тако им је било забрањено да носе одећу друге боје од црне или љубичасте, или да носе жуте или црвене чизме. Ипак, румунски научник Андреј Ојтеану је тврдио да је таква национална и верска друштвена стигма неуобичајена у Молдавији и Влашкој, као и широм источне православне области Европе.
Прва крвна клевета у Молдавији (и као таква у Румунији) десила се 5. априла 1710. године, када су Јевреји Таргу Њамца били оптужени за убиство хришћанског детета у ритуалне сврхе. Подстрекач је био покрштени Јеврејин који је помогао да се пренесе тело детета, убијено од стране хришћана у дворишту синагоге. Сутрадан је убијено пет Јевреја, други су осакаћени, а свака јеврејска кућа је опљачкана, док су представници заједнице затворени и мучени. У међувремену, неки утицајни Јевреји су се жалили принцу Николи Маврокордатосу у Јашију, који је наредио истрагу која је резултирала ослобађањем ухапшених. Ово је први пут да је православно свештенство учествовало у нападима на Јевреје. Због подстицаја свештенства 1714. године, слична оптужба је подигнута против Јевреја града Рима - убиство групе римокатолика хришћанске девојке-службенице јеврејске породице и одмах су окривљени Јевреји; свака јеврејска кућа је опљачкана, а два угледна Јевреја су обешена, пре него што су власти откриле праве кривце.
Под Константином Бранцовејану, влашки Јевреји су признати као специјални цех у Букурешту, на чијем је челу било Веће стараца. Јевреји у Влашкој и Молдавији били су подвргнути османском рабину у Јашију, али је убрзо букурештанско Веће стараца преузео неколико религијских дужности. Протерани и прогоњени по наредби Штефана Кантакузине (1714–1716), док су влашки Јевреји добили су вредне привилегије током владавине Николе Маврокордатоса (1716–1730). Још једна анти-јеврејска побуна се догодила у Букурешту 1760-их и охрабрена је посетом Ефрама II, јерусалимског патријарха.
Године 1726, у молдавској општини Онитчани, четири Јевреја су оптужени да су киднаповали петогодишње дете, убили га на Ускрс и сакупили његову крв у бачви. Суђени су у Јашију под надзором молдавског кнеза Михаија Раковите и на крају су ослобођени након дипломатских протеста. Догађај је поновљен у неколико савремених хроника и докумената - на пример, француски амбасадор у Порту, Жан-Баптист Луј Пикон, приметио је да таква оптужба више није прихваћена у "цивилизованим земљама". Најочигледнији ефекти на стање јеврејских становника Молдавије били су присутни током владавине Јована Маврокордатоса (1744–1747): један јеврејски фармер у околини Сучаве пријавио је принца Порти да је наводно користио своју кућу за силовање киднапованих јеврејских жена; Маврокодатос је обесио свог тужиоца. Овај чин изазвао је гнев Махмуда у Молдавији а принц је платио казну губитком свог трона.

## Руско-турски ратови
Током руско-турског рата 1768-1774, Јевреји у подунавским кнежевинама трпели су велике муке. Масакри и пљачке су почињени у скоро сваком граду и селу у земљи. Када је мир обновљен, оба кнеза, Александар Маврокордатос из Молдавије и Николај Маврогени из Влашке, обећали су своју посебну заштиту Јеврејима, чије је стање остало повољно све до 1787. године, када су и јањичари и царска руска војска учествовали у погромима.
Заједница је такође била изложена прогонима од стране локалног становништва. Јеврејска деца су заробљена и насилно крштена. Ритуално-убиствене оптужбе постале су широко распрострањене, од којих је једна направљена на Галацу 1797. године, што је довело до изузетно тешких резултата - јер су Јевреје напали велика мафија, протерани су из својих домова, опљачкани на улици, а многи су убијени на лицу места, неки су били приморани да скачу у Дунав и тако се утопили, а други који су се склонили у синагоги су изгорели у згради; неколицина је побегла након што им је свештеник пружио заштиту и уточиште. Године 1803, непосредно пре своје смрти, Влашки митрополит Јакоб Стамати покренуо је нападе на букурештанску заједницу објавивши своје дело "Суочавање са Јеврејима", којим се претварао да је то признање бившег рабина. Почетни догађај догодио се 1804. године, када је владар Константин Ипсиланти одбацио оптужбе за ритуално убиство као "неосновано мишљење" "глупих људи" и наредио да се њихова осуда чита у црквама широм Влашке; оптужбе се више нису појавиле током наредног периода.
Током руско-турског рата 1806-1812, руска инвазија је поново била праћена масакром Јевреја. Војници у отоманској служби, који су се појавили у Букурешту на крају руско-турског рата, терорисали су јеврејско становништво града. Отприлике у исто вриеме, у Влашкој се појавио сукоб између Јевреја под страном и локалном заштитом.
У Хабсбуршкој Трансилванији, реформе које је спровео Јозеф II Хабзбуршки омогућиле су Јеврејима да се населе у градовима који су били директно подложни мађарској круни. Међутим, притисак на заједницу остао је строг у наредним деценијама.

## Рани 19. век
До 1825. године јеврејска популација у Влашкој процењена је на између 5.000 и 10.000 људи, готово све Сефарде. Од тога, већи део је живио у Букурешту (вероватно чак 7.000 у 1839); отприлике у исто време, Молдавија је била дом за око 12.000 Јевреја. Паралелно, јеврејско становништво у Буковини порасло је са 526 у 1774. на 11,600 у 1848. Почетком 19. века, Јевреји који су тражили уточиште од кампање Османа Пазвантоглуа на Балкану установили су заједнице у Олтенији под влашком владавином. У Молдавији, Скарлат Калимачи (1817) је омогућио Јеврејима да купују урбану имовину, али их је спречио да се населе на селу.
Током грчког рата за независност, који је сигнализирао устанак Влашке 1821. године и окупацију Подунавских кнежевина, Јевреји су били жртве погрома и прогона на местима као што су Пјатра Њамц, Трговиште Хертса, Сучава, и Таргу Фрумос. Јевреји у Галатију успели су побећи преко ријеке Прут уз помоћ аустријских дипломата.
Након Адријанопољског уговора из 1829. године који је омогућио да се два кнежевина слободно укључе у спољну трговину, Молдавија, где су комерцијалне нише углавном остале празне, постала је мета за миграцију ашкенаских Јевреја прогоњених из царске Русије и Краљевине Галиције и Лодомерије. До 1838. године, њихов број је достигао 80.000, и више од 195.000, или скоро 12% популације земље, 1859. године (са додатних 50.000 који су пролазили до Влашке између две процене).
Упркос почетним забранама под руском окупацијом 1829. године (када је први пут регулисано да се нехришћани не сматрају грађанима), многи нови имигранти постали су закупци поседа. Истовремено, неколико Јевреја је постало истакнуто и високо друштвено, а већина породица које су биле укључене у молдавско банкарство око 1850-их су биле јеврејског порекла. Након 1832. године, након усвајања органског статута, јеврејска деца су прихваћена у школама у две кнежевине само ако су носила исту одећу као и друга деца. У Молдавији, декретом кнеза Михаила Штурџе из 1847. године, Јевреји су приморани да напусте традиционални кодекс облачења.
Након завршетка Кримског рата, почела је борба за јединство две кнежевина. Обе партије, унионисти (Национална партија) и анти-унионисти тражили су подршку Јевреја, од којих је сваки обећао пуну једнакост. Заједница је 1857. објавила свој први магазин, Израелитул Роман, који је уређивао румунски радикал Јулију Бараш. Овај процес постепене интеграције резултирао је стварањем неформалног јеврејског румунског идентитета, док је прелазак на хришћанство упркос охрабривању власти, остао ограничен на изузетне случајеве.

## Александар Јоан Куза и Јевреји
Од почетка владавине Јоана Кузе (1859–1866), првог владара (Домнитор) уједињених кнежевина, Јевреји су постали истакнути фактор у политици земље. Овај период је, међутим, инаугуриран још једном побуном мотивисаном оптужбама за клевету, које су почеле током Ускрса 1859. у Галацу.
Прописи о одећи потврђени су у Молдавији по два наређења министра унутрашњих послова (питања 1859. и 1860.). Након усвајања прописа из 1859. године, војници и цивили шетали би улицама Јашија и неких других молдавских градова, нападајући Јевреје, користећи маказе како би им раскомадали одећу, али и да секу браду или боду по телу; драстичне мере које је применио војни штаб зауставиле су таква превирања.
Године 1864. кнез Куза је, због потешкоћа између своје владе и генералне скупштине, распуштао потоње и одлучио да поднесе нацрт устава којим се одобрава универзално право гласа. Предложио је да се створе две коморе (сенатори, односно посланици) и да се франшиза прошири на све грађане као и да се еманципирају сељаци из присилног рада. У том процесу, Куза је такође очекивао финансијску подршку и од Јевреја и од Јермена - тражећи само 40.000 аустријских гулдена из ове две групе људи. Јермени су о томе разговарали са Јеврејима, али они нису били у стању да постигну задовољавајући договор о том питању.
Док је Куза инсистирао на својим захтевима, јеврејска заједница је расправљала о методи процене. Богати Јевреји су, из нејасних разлога, одбили да дају новац, а средња класа је тврдила да сума неће довести до довољно опипљивих резултата; Верници Јевреји су инсистирали да таква права само ометају вршење њихове религије. Куза је, након што је обавештен да су Јевреји оклевали да плате свој део, у свој нацрт устава унео клаузулу да сви који нису хришћани неће имати право гласа.

## 1860 до 1870.
Када је Карл Антон 1866. године наследио Кузу у Румунији, први догађај који га је суочио у главном граду био је неред против Јевреја. Влада је затим поднела нацрт устава, чији је члан 6 изјавио да "религија није препрека за држављанство"; али, "у односу на Јевреје, посебан закон ће се морати уоквирити како би се регулисао њихов пријем у натурализацију и за грађанска права" . 30. јуна 1866. Букурештанска синагога је оскрнављена и срушена (обновљена је исте године, а затим обновљена 1932. и 1945. године). Многи Јевреји су били тучени, осакаћени и опљачкани. Као резултат тога, члан 6 је повучен и члан 7 је додат Уставу из 1866. године; пише да "само људи који су хришћанске вере могу добити држављанство".
Следећих деценија, питање јеврејских права заузимало је водећу позицију на политичкој сцени Краљевства. Уз неколико изузетака, већина румунских интелектуалаца почела је да исповеда антисемитизам; њен најразорнији облик био је онај присутан код заговорника либерализма, посебно Молдаваца, који су тврдили да је јеврејска имиграција спречила успон етничке румунске средње класе.
Антисемитизам је унет Парламент и званично је спроведен под премијерским мандатом Јон Братијануа. Током првих година свог мандата, Братијану је појачао и применио старе законе о дискриминацији, инсистирајући да се Јеврејима не дозвољава да се населе на селу, док су проглашавали многе јеврејске становнике да су скитнице и избацују их из земље. Према јеврејској енциклопедији из 1905. године: "Један број таквих Јевреја који су доказали да су рођени у Румунији били су присиљени да пређу Дунав, а када [Отоманско царство] одбије да их прими, бачени су у реку и утопили се. Влада је била упозорена од стране власти, а Братијану је касније смењен са дужности “. Кабинети које је формирала Конзервативна партија, нису много учинили да побољшају стање Јевреја - углавном због противљења Парламента.

## Берлински споразум
Када је Братијану наставио са вођењем земље, Румунија се суочила са насталим конфликтом на Балкану и видела своју шансу да прогласи независност од отоманске суверености распоређујући своје трупе на руску страну у руско-турском рату 1877-1878. Рат је завршен Берлинским уговором (1878), којим је прописано (члан 44) да не-хришћани у Румунији (укључујући и Јевреје и Муслимане у новонасталом региону северне Добрује) треба да добију пуно држављанство. Након дуготрајне дебате у земљи и дипломатских преговора у иностранству, румунска влада се на крају сложила (1879) да укине члан 7 свог устава. То је преформулисано да би процедуре биле веома тешке: "натурализацију странаца који нису под страном заштитом треба да одлучи Парламент" (радња је укључивала, између осталог, десетогодишњи период пре него што је подносиоцу представке дата евалуација .
Педесет седам особа које су гласале као појединци су натурализоване 1880; 6 1881; 2 1882; 2 1883; и 18 од 1886 до 1900; укупно 85 Јевреја у двадесет и једној години, од којих је 27 у међувремену умрло; 4.000 људи је добило држављанство до 1912. Различити закони су донесени све док потрага за практично свим каријерама није зависила од поседовања политичких права, што би само Румуни могли остварити; више од 40% јеврејских радних мушкараца, укључујући и физичке раднике, били су присиљени на незапосленост таквим законодавством. Слични закони су донесени у вези са Јеврејима који врше слободна занимања.
Године 1893. изгласан је закон којим се јеврејској деци ускраћује право на школовање у јавним школама - деца се примају само ако и где су обезбеђена новчано деца грађана, а њихови родитељи су дужни платити повлаштену школарину.

## 20. век
Емиграција румунских Јевреја у већем обиму почела је убрзо након 1878; број је порастао и пао, са великим таласом бесарабских Јевреја након Кишињевског погрома у царској Русији (1905). Јеврејска енциклопедија је 1905. године, непосредно пре погрома, написала: "Признаје се да би најмање 70% напустило земљу у било ком тренутку ако би се обезбедили неопходни путни трошкови". Не постоји званична статистика емиграције; али је сигурно поставити минимални број јеврејских емиграната од 1898. до 1904. на 70.000. До 1900. године било је 250.000 румунских Јевреја: 3,3% становништва, 14,6% градских становника, 32% молдавске урбане популације и 42% Јашија .
Земљишна питања и претежно јеврејско присуство међу закупцима имовине су чинили румунске сељачке буне 1907. године, делимично антисемитске. Током истог периода, анти-јеврејска порука се прво проширила изван своје Национално либералне базе , како би се обухватила сукцесија радикалнијих и молдавских организација које је основао Куза. Партија, створена 1910. године, имала је први антисемитски програм у румунској политичкој историји.  Антисемитизам се више није појављивао у идеологији Парламента двадесетих година прошлог века, тако да се антисемитизам такође појављивао у левом крилу политичког спектра, у струјама које потичу из попоранизма - што је фаворизовало тврдњу да су сељаци систематски експлоатисани од стране Јевреја.
Први светски рат, током којег је погинуло 882 јеврејских војника који су бранили Румунију (825 добили ордење), довело је до стварања Велике Румуније након Париске мировне конференције из 1919. и каснијих уговора. Проширена држава је имала повећано јеврејско становништво, што је одговарало додавању заједница у Бесарабији, Буковини и Трансилванији. Потписивањем уговора, Румунија је пристала да промени своју политику према Јеврејима, обећавајући им да ће им доделити и држављанство и права мањина и ефикасну еманципацију Јевреја  . Румунски Устав из 1923. санкционисао је ове услове, суочавајући се са противљењем Кузине Национално-хришћанске партије за одбрану и нередима десничарских студената у Јашију.
Политичко представљање јеврејске заједнице у међуратном периоду било је подељено између Јеврејске партије и Федерације јеврејских заједница Румуније (ова друга је поново успостављена након 1989. године). У истом периоду, подела у ритуалу је постала очигледна између реформских Јевреја у Трансилванији и обично православних у остатку земље  (док је Бесарабија била најотворенија за ционизам и посебно социјалистички радни ционизам).
Популарност анти-јеврејских порука је ипак била у успону и спојила се са привлачношћу фашизма касних 1920-их - и допринели су стварању и успеху Гвоздене гарде и појављивању нових врста антисемитских дискурса. Идеја јеврејске квоте у високом образовању постала је веома популарна међу румунским студентима и наставницима. Значајан број десничарских интелектуалаца одбио је да усвоји отворени антисемитизам, који је био лоше познат по асоцијацији са насилним дискурсом Кузе; ипак, неколико година касније, такве опомене су одбачене, а антисемитизам се показао као добрим за "духовно здравље".
Први предлог да се Јевреји искључе из професионалних удружења дошао је 16. маја 1937. године, када је Конфедерација удружења професионалних интелектуалаца (Конфедерација удружења професора за интелектуално власништво у Румунији) изгласала искључивање свих јеврејских чланова из својих повезаних органа, позивајући државу да повуку своје лиценце и да преиспитају држављанства. Мада је била илегална, мјра је била популарна и коментарисано да је у њеном случају законитост замењена "херојском одлуком". Иницијатива је имала директан утицај на антисемитске прописе усвојене наредне године.
Претња од стране Гвоздене гарде, појава нацистичке Немачке као европске силе и његове сопствене фашистичке симпатије, довели су краља Керола, који је још увек био у великој мери идентификован као филосемит, да усвоји расну дискриминацију. На недавним изборима, више од 25% бирачког тела гласало је за експлицитно антисемитске групе, и као резултат тога, краљ Карол је био присиљен да једног из те групе пусти у кабинет - он је одмах изабрао савез Гога-Куза над бесним фашизмом Гвоздене гарде те је усвојио је закон који има за циљ разматрање критеријума за држављанство  и захтевајући од свих Јевреја који су добили држављанство 1918-1919. да поново поднесу захтев за то (истовремено обезбеђујући веома кратак рок у коме би се то могло постићи - 20 дана);
Међутим, и сам Карол II Румунски је био веома непријатељски расположен према антисемитизму. Његова љубавница, Елена Лупесцу, била је Јеврејка, као и бројни њени пријатељи у влади, и убрзо се вратио својим првобитним политикама (то јест, жестоко се супротстављајући антисемитима и фашистима), али са новим насилним убодом. 12. фебруара 1938. користио је пораст насиља између политичких група као контекст за преузимање апсолутне власти (потез који је прећутно подржан од стране либерала који су га видели као мање зло у односу на фашистички покрет). Као аутентични румунски националиста (иако је имао поглед на западњачку, снажно индустријализовану Румунију на рачун сељака које је он презирао, чинећи га потпуно супротном ставовима фашиста), Керол је одлучио да Румунија не треба да падне у скоро апсолутну економску и политичку контролу нацистичке Немачке, у коју су многи њени суседи прешли.
Краљ је затим ухапсио цело руководство Гвоздене гарде, на основу тога што су били плаћени од стране нациста и почели да користе исту оптужбу против различитих политичких противника, како би учврстили своју апсолутну контролу над земљом. У новембру, четрнаест најважнијих фашистичких вођа били су "потопљени" у киселини.
Међутим, Каролова политика била је осуђена на оклевање Француске и Британије да се боре против ратова са тоталитарним силама Немачке, Италије и Совјетског Савеза. Совјетски Савез је напао Румунију и прогласио анексију Буковине и Бесарабије (која је требало да буде преименована у Молдавију), а када се Карол окренуона једину могућу наду - то јест, помоћ бившег "вечног непријатеља", нацистичку Немачку - Хитлер га је лично одбио, због Кароловог претходног понижавања нацистичке идеологије. Карол је била приморана да призна анексију, што је довело до његовог обарања у пучу који је водио Јон Антонеску.
Године 1940, кабинет Јон Џигурту усвојио је румунијски устав који је био еквивалентан Нирнбершким законима, забранивши јеврејско-хришћанске бракове и дефинишући Јевреје по расним критеријумима.

### Холокауст
Између оснивања Националне легионарске државе (фашистички режим Румуније) и 1942. године, усвојено је 80 анти-јеврејских прописа. Почевши од краја октобра 1940. године, Гвоздена гарда је почела масовну антисемитску кампању, мучила је и тукла Јевреје и пљачкала њихове радње, кулминирајући у неуспелом пучу и погрому у Букурешту, у којем је 120 Јевреја убијено . Антонеску је на крају зауставио насиље и хаос створен од стране Гвоздене гарде бруталним потискивањем побуне, али је наставио политику угњетавања и масакра Јевреја, а у мањој мери и Рома.
У јулу-августу 1941. ношење жуте шестокраке звезде код Јевреја је наметнуто локалним иницијативама у неколико градова (Јаши, Бакау, Чернивци). Слична мјера коју је наметнула национална влада трајала је само пет дана (између 3. септембра и 8. септембра 1941.), пре него што је укинута Антонескуова наредба . Међутим, по локалној иницијативи, звезда се још увек носила посебно у градовима Молдавије, Бесарабије и Буковине (Бакау, Јаши, Кампулунг, Ботошани итд.).
Године 1941, након што је румунска војска напредовала током операције Барбароса, и према пропаганди Антонескуа, наводним нападима Јевреја, које су званичном пропагандом масовно сматрани "комунистичким агентима", Антонеску је наредио депортацију у Транснистрију, свих Јевреја Бесарабије и Буковине. "Депортација", међутим, била је еуфемизам, као део процеса који је укључивао масовно убијање Јевреја пре депортације остатка у "возове смрти" (у стварности дуго исцрпљујућих маршева пешице) на исток. Процењује се да је у јулу-септембру 1941. године број Јевреја који су убијени у Буковини и Бесарабији, румунска војска и румунска жандармерија у сарадњи са немачком војском, више од 45.000 људи, али вероватно ближе 60.000. Од оних који су избегли почетно етничко чишћење у Буковини и Бесарабији, само мали број је успео да преживи "возове" и концентрационе логоре који су формирани у Транснистрији. У периоду 1941-1942, укупан број депортованих из Бесарабије, Буковине, Дорохоја и Регата је био између 154.449 и 170.737 особа.
Даља убиства извршена од стране Антонескуових одреда смрти (документи доказују његове директне наредбе) у сарадњи са немачким СС одредима локалних украјинских Немаца и украјинском милицијом, јеврејску популацију су окупили када је окупирано Придњестровље. Преко стотину хиљада њих убијено је у масакрима који су изведени на местима као што су Одеса , Богдановка, Акмечетка, Печора 1941. и 1942. године.
Антонескуова влада је такође направила планове за масовне депортације заједнице румунских Јевреја из остатка земље (Регат и јужна Трансилванија), са 292.149 људи (према попису из маја 1942.), у региону Транснистрије, или у сарадњи са Немачком али они никада нису спроведени.
Промена политике према Јеврејима почела је у октобру 1942. године, а до марта и априла 1943. Антонеску је трајно зауставио све депортације упркос немачком притиску, пошто је почео да тражи мир са савезницима, истовремено је наплаћивао велике порезе и принудни рад на преосталим јеврејским заједницама. Такође, понекад уз охрабрење Антонескуовог режима, тринаест бродова напустило је Румунију за британски мандат Палестине током рата, са 13.000 Јевреја (два од тих бродова потопили су Совјети), а напор је обустављен након немачког.
Уследиле су расправе о репатријацији депортованих Јевреја, а у јануару 1943. лидер румунско-јеврејске заједнице Вилхелм Филдерман почео је разговоре са румунском владом како би почео репатријацију румунских Јевреја депортованих у Транснистрију. 15. новембра 1943. године, званични извештај румунске владе указао је на то да је 49.927 румунских Јевреја било живо у Транснистрији (од којих је 6.425 пореклом из Регата). У децембру 1943. почела је делимична репатријација, а у марту 1944. Антонескуова влада је наредила генералну репатријацију за све депортиране румунске Јевреје из Транснистрије. Између 20. децембра 1943. и 30. марта 1944. скоро 11.000 људи (укључујући и сирочад) је враћено из различитих логора и гета у Транснистрији. Међутим, одлука је дошла прекасно да би се организовала репатријација последњег великог броја депортованих, а судбина десетина хиљада депортованих који су остали у Транснистрији постали су непознати.

### Последице
Историјске и политичке ситуације одредиле су судбине румунских Јевреја на различите начине, у зависности од региона у којима живе, а најближа варијабла је близина фронта. Укупан број смртних случајева није сигуран, али чак и најниже вредноване процене покривају око 250.000 Јевреја (плус 25.000 депортованих Рома, од којих је око 11.000 нестало).
Према извештају Визел комисије објављеном од стране румунске владе 2004. године, између 280.000 и 380.000 Јевреја убијено је или умрло у различитим облицима на румунској земљи, у ратним зонама Бесарабије, Буковине и на окупираним совјетским територијама под контролом Румуније (Транснистрија)
Најмање 15.000 Јевреја убијено је у Јашијевом погрому и као резултат других анти-јеврејских мера. Половина од процењених 270.000 до 320.000 Јевреја који живе у Бесарабији, Буковини и бившој округу Дорохои у Румунији, убијено је или умрло између јуна 1941. и новембра 1943. године. Између 45.000 и 60.000 Јевреја погинуло је у сукобима румунске и немачке трупе у Бесарабији и Буковини 1941. године Између 104.522 и 120.810 депортованих румунских Јевреја умрло је због протеривања у Транснистрију. После таласа насумичних почетних убистава, Јевреји у Молдавији били су изложени погромима, док су они у Бесарабији, Буковини и Дорохоју били концентрисани у гета из којих су депортовани у концентрационе логоре у Транснистрији, укључујући логоре које су изградили и водили Румуни. Румунски војници и жандари такође су радили са Немцима, украјинском милицијом и СС јединицама локалних украјинских Немаца у масакру Јевреја на освојеним територијама источно од границе Румуније из 1940. године. У Транснистрији је убијено између 115.000 и 180.000 аутохтоних украјинских Јевреја, посебно у Одеси и жупанијама Голта и Березовка.
У исто време, 135.000 Јевреја који живе под мађарском контролом у северној Трансилванији су депортовани и умрли у концентрационим и истребљивачким логорима. Поред тога, 5.000 румунских Јевреја је страдало у холокаусту у другим земљама.
Већина румунских Јевреја који живе у границама из 1940. године преживела је рат. Промена политике румунске владе током 1942-1943. године довела је до преживљавања најмање 290.000 румунских Јевреја (иако су били изложени широком спектру тешких услова, укључујући присилни рад, финансијске казне и дискриминаторне законе), као и на накнадне репатријација хиљада људи. Такође, хиљаде румунских Јевреја који живе у иностранству су могли да преживе захваљујући обновљеној румунској дипломатској заштити. Међутим, укупан број жртава чини Румунију првим, према Визеловој комисији, "од свих савезника нацистичке Немачке, [одговорних] за смрт више Јевреја од било које друге земље осим саме Немачке" .
Током послератног периода, историја холокауста је искривљена или једноставно игнорисана од стране источноевропских комунистичких режима. Суђења ратним злочинцима почела су 1945. године и трајала су све до раних 1950-их, али су привукли пажњу јавности само на кратак временски период. У посткомунистичкој Румунији порицање холокауста је био дифузан феномен и до 2004. године, када су истраживачи јавно објавили бројне документе, многи у Румунији су порицали сазнање да је њихова земља учествовала у холокаусту. Румунска влада је признала да се холокауст догодио на њеној територији и одржао први Дан сећања на холокауст 2004. године. У знак сећања на жртве холокауста и посебно на размишљање о улози Румуније у холокаусту, румунска влада одлучила је да 9. октобар прогласи Националним даном обележавања холокауста.

## После рата
Према Визеловој комисији, "… преживело је најмање 290.000 румунских Јевреја". Према Ховарду М. Сачару, 360.000 румунских Јевреја је још увек било живо на крају Другог светског рата. Према статистици са краја рата, 355.972 румунских Јевреја је живело на територији Румуније.
Уследила је масовна емиграција у Израел. Према Сачару, за прве две послератне године десеци хиљада румунских Јевреја је отишло у Израел; румунска влада није покушала да их заустави, посебно због њене жеље да смањи своју историјски сумњиву и сада осиромашену јеврејску мањину. Након тога јеврејска емиграција почела је да наилази на препреке. Године 1948, као година израелске независности, ционизам је постао под сумњом и влада је започела кампању ликвидације против ционистичких фондова и обуке фарми. Међутим, емиграција није била потпуно забрањена; Румунска министарка спољних послова, Ана Паукер, која има јеврејске крви од очеве стране, преговарала је о споразуму с израелским амбасадором Рувеном Рубином, румунским имигрантом у Израелу, према којем ће румунска влада дозволити да 4.000 Јевреја месечно емигрира у Израел; на ову одлуку је барем делимично утицао велики мито јеврејске агенције румунској влади. Овај споразум се углавном односио на пропале привреднике и друге економски "сувишне" Јевреје. Око тог времена, Израел је такође обезбедио још један споразум са румунском владом, према којем је Румунија издала 100.000 излазних виза за Јевреје, а Израел је снабдевао Румунију нафтним бушотинама и цевима како би помогао румунској нафтној индустрији која се бори. До децембра 1951, око 115.000 румунских Јевреја емигрирало је у Израел By December 1951, about 115,000 Romanian Jews had emigrated to Israel..
Током периода транзиције ка комунистичком режиму у Румунији, након совјетске окупације, јеврејско друштво и култура били су подложни истој све строжој контроли од стране власти. Вођа заједнице Вилхелм Филдерман ухапшен је већ 1945. године и морао је напустити земљу 1948 . Антонеску, након кратког притвора у Совјетском Савезу, убијен је у јуну 1946. године за ратне злочине.
Након проглашења Народне Републике Румуније 30. децембра 1947. године, влада формирана од стране Комунистичке странке Румуније забранила је све јеврејске организације на састанку 10. и 11. јуна 1948. године, наводећи да "странка мора заузети став о сваком питању које се тиче Јевреја Румуније и снажно се боре против реакционарних националистичких јеврејских струја (то јест, ционизма). Између 1952. и 1953. године стаљинистичке антисемитске оптужбе за "космополитизам без корена" довеле су до чишћења властитог руководства странке (укључујући бившег премијера Јевреја и министарку спољних послова Ану Паукер); оптужбе су тада нанете већем делу јеврејских заједници, почевши од суђења које је осмислио Јосиф Кишиневски. Јевреји који су сматрани ционистима добили су тешке радне казне у комунистичким затворима као што су Питешти (где су били подвргнути мучењу и експериментима испирања мозга; неколико њих је умрло у притвору). Суђење 1952. године инжењерима који су одговорни за неуспех пројекта Дунав-Црноморски канал такође је укључивало тврдње о ционизму (нарочито за Аурела Розеј-Розенберга, који је на крају погубљен). 
Током хладног рата, Румунија је била једина комунистичка земља која није прекидала своје дипломатске односе са Израелом. Током периода комунистичке владавине, Румунија је дозволила ограниченом броју Јевреја да емигрирају у Израел, у замену за веома потребну израелску економску помоћ. До 1965. године Израел је финансирао пољопривредне и индустријске пројекте широм Румуније, а у замену, Румунија је дозволила ограниченом броју Јевреја да емигрирају у Израел.
Када је Николаје Чаушеску дошао на власт 1965. године, првобитно је окончао трговину поштујући арапске савезнике источног блока. Међутим, Румунија је била једина нација у Варшавском пакту која није прекинула дипломатске односе са Израелом након шестодневног рата 1967. године а 1969. Чаушеску је одлучио разменити Јевреје за готовину из Израела. Он је желео економску независност од Совјетског Савеза, који је био задовољан да Румунију задржи у подморју и као ништа више од добављача сировина, али да би финансирао економске пројекте, био му је потребан новац. Као резултат тога, од тада до пада Чаушесковог режима 1989. године, око 1.500 Јевреја годишње добило је Израелу излазне визе у замену за плаћање готовине за сваког Јевреја коме је дозвољено да оде, поред друге израелске помоћи. Тачне исплате утврђене су према старости, образовању, професији, запослењу и породичном статусу емигранта. Израел је платио најмање 2.000 долара по глави за сваког емигранта и платио је цене у распону од 25.000 долара за лекаре или научнике. Поред ових исплата, Израел је такође обезбедио кредите за Румунију и сам исплатио камате, и снабдевао румунску војску војном опремом. Romanian Jews became in the 1980s Israel's second largest ethnic community, outnumbered only by the Moroccans.
Као резултат исељавања, румунско-јеврејска заједница је постепено осиромашена. До 1987. године у Румунији је остало само 23.000 Јевреја, од којих је половина била старија од 65 година. Румунски Јевреји постали су осамдесетих година друга Израелска етничка заједница, бројнија од мароканских.
Ипак, у Румунији остаје мала јеврејска заједница са неким активним синагогама и најстарије непрекидно позориште на језику Јидиш. Дела антисемитизма, такво уништење надгробних споменика на гробљу и даље се дешавају.

## Демографија
| Година | Популација |
| ------ | ---------- |
| 1866   | 134,168    |
| 1887   | 300,000    |
| 1899   | 256,588    |
| 1930   | 728,115    |
| 1941   | 356,237    |
| 1956   | 146,264    |
| 1966   | 42,888     |
| 1977   | 24,667     |
| 1992   | 8,955      |
| 2002   | 5,785      |
| 2011   | 3,271      |

 censuses in 1956,